# دوارا (فیلم)
«دِوارا» (به هندی: देवरा) یک فیلم اکشن و درام هندی به زبان تلوگو محصول سال ۲۰۲۴ است که توسط کوراتالا سیوا نوشته و کارگردانی شده است. در این فیلم ان.تی راما رائو جونیور در دو نقش، در کنار سیف علی خان، جانوی کاپور، پراکاش راج، سریکانث و شاین تام چاکو بازی می‌کنند. این اولین بخش از یک فیلم دونفره برنامه‌ریزی شده است و اولین حضور کاپور در سینمای تالیوود را رقم می‌زند. این فیلم داستان دِوارا، رئیس یک روستای ساحلی را دنبال می‌کند که با همتای خود بهیرا بر سر قاچاق اسلحه از طریق دریای سرخ درگیر می‌شود.
این فیلم رسماً در آوریل ۲۰۲۱ با عنوان آزمایشی آن. تی. آر-۳۰ اعلام شد که به سی‌امین حضور راما رائو به عنوان بازیگر اصلی اشاره دارد و عنوان رسمی آن در مه ۲۰۲۳ اعلام شد. در اواخر سال ۲۰۲۳، فیلم به دو بخش تقسیم شد. فیلمبرداری اصلی این بخش در آوریل ۲۰۲۳ آغاز شد و در اوت ۲۰۲۴ به پایان رسید. فیلمبرداری در حیدرآباد، شمش‌آباد، ویساکاپاتنام، گوا و تایلند انجام شد. موسیقی این فیلم توسط آنیرود راویچاندر ساخته شده، فیلمبرداری توسط آر. راتناولو و تدوین توسط‌ای. سریکار پراساد انجام شده است.
دوارا: بخش اول در ۲۷ سپتامبر ۲۰۲۴ در قالب‌های استاندارد، آی‌مکس، اسکرین‌ایکس، دی-باکس، مکس فور و PVR ICE در سراسر جهان منتشر شد و با نقدهای متفاوتی از منتقدان روبرو شد، این فیلم با بودجه‌ای معادل ۲۰۰ تا ۳۰۰ کرور، فروشی معادل ۳۸۰ تا ۵۲۱ کرور روپیه داشت و به سومین فیلم پرفروش تلگو در سال ۲۰۲۴، پنجمین فیلم پرفروش هندی در سال ۲۰۲۴ و هشتمین فیلم پرفروش تلگو در تمام دوران تبدیل شد.

## بازخوردها
این فیلم نقدهای متفاوتی از منتقدان و مخاطبان دریافت کرد. در وب‌سایت جمع‌آوری نقد راتن تومیتوز، درای ۳۳٪ تائیدیه از رای ۱۸ نقد منتقدان مثبت است و میانگین امتیاز فیلم ۵٫۷ از ۱۰ می‌باشد.